# Argonaute (1798)
El Argonaute fue un navío de línea francés de setenta y cuatro cañones de la clase Téméraire construido en los astilleros de Lorient. Sirvió primero a la Marina francesa, combatiendo en 1805 en la batalla de Trafalgar, y más tarde a la Armada española, a la que fue vendido en 1806. Sirvió en la flota hasta 1810, cuando por un temporal, durante el Sitio de Cádiz, hicieron que el barco, sin mando, encallara, y sus restos fueran quemados por los franceses. Según el sistema de categorización de la Marina Real británica, quedaba encuadrado como navío de tercera clase, aunque en Francia era un Premier Rang.

## Al servicio de la Marina francesa
El navío de línea se empezó a construir en los astilleros de Lorient en julio de 1784, siguiendo los planos de Jacques-Noël Sané, padre de los barcos de la clase Téméraire que tuvo la Marina francesa entre finales del siglo XVIII y comienzos del siglo XIX. Su quilla fue colocada en septiembre de ese año y lanzada al dique seco en diciembre de 1798. Su proceso de producción tardó más que el resto debido a los problemas que se encontraron los ingenieros navales para encontrar la madera adecuada para el casco de este navío.
En 1802, se tiene constancia de que participó en la expedición a Santo Domingo mandada por Napoleón Bonaparte, bajo el mando del vicealmirante Villaret de Joyeuse.
No se conoce muy bien el historial del Argonaute entre 1802 y 1805, cuando a mediados de año se sabe que fondea en la bahía de Cádiz, en espera de reunirse el resto de la escuadra combinada francoespañola que mandará Pierre Charles Silvestre de Villeneuve contra Horatio Nelson en las inmediaciones del cabo Trafalgar (Cádiz).

### Batalla del cabo Trafalgar
El Argonaute se hizo a la mar junto al resto de la flota conjunta con 755 marineros, capitaneado por Jacques Epron-Desjardins. En el orden de batalla, el navío ocupó el sexto puesto en la primera división de la Escuadra de Observación que abría el San Juan Nepomuceno de Cosme Damián Churruca. Le seguían los navíos de línea Berwick, Príncipe de Asturias, Achille, San Ildefonso, la fragata Themis y el bergantín Argus.
En aquella jornada del 21 de octubre de 1805, el Argonaute contabilizó 53 bajas y 127 heridos. Con la batalla perdida, junto a cuatro barcos franceses y seis españoles, trató de regresar a Cádiz, a cuyo puerto llegan al día siguiente.
No obstante, no formó parte de la escuadra que el capitán Julien Marie Cosmao-Kerjulien lanzó para recuperar algunos de los barcos que la flota británica había tomado como botín de guerra y planeaban llevar hasta Gibraltar.
Cuatro días después de la batalla de Trafalgar, llegaba a Cádiz el almirante francés François Étienne de Rosily-Mesros, quien tenía que haber sustituido a Villeneuve y, en plan teórico, haber mandado la escuadra de no haber zarpado. Al llegar al puerto gaditano pudo ver que de la flota combinada solo cinco navíos de línea franceses, además de algunas fragatas y bergantines, habían regresado: Héros, Algeciras, Pluton, Argonaute y Neptune. Mientras que las fragatas y bergantines obedecieron órdenes de regresar a Francia, los navíos siguieron en Cádiz para su restauración en el Arsenal de La Carraca.

## Al servicio de la Armada española
El 18 de diciembre de 1806, el Argonaute, aún en reparaciones en Cádiz, fue intercambiado por el veterano navío español Vencedor, que los franceses renombran Argonaute. No obstante, el Argonaute continúa anclado en Cádiz, sin poder burlar el bloqueo inglés, hasta que es capturado finalmente el 14 de junio de 1808 con el resto de la escuadra francesa de Rosilly en la Batalla de la Poza de Santa Isabel. Con esta acción, la Armada recuperaba al Vencedor y se apoderaba del viejo Argonaute, entre otros navíos, como botín de guerra.
No obstante, el buque en manos españolas tuvo una vida más bien breve. El 29 de marzo de 1810, en medio de un temporal, naufraga en la costa occidental de Cerdeña, siendo los restos incendiados para evitar ser recapturados por el enemigo.
Otra versión de su fina establece que el buque, el 26 de mayo de 1810, quedó a la deriva en la bahía de Cádiz, tras cortar los presos franceses allí internados cortar los cables de amarre, yendo a varar en Trocadero. Una vez en poder de los franceses, que recibieron refuerzos desde Puerto Real, los aliados anglo-españoles no tuvieron otra opción que incendiarlo el 29 de mayo para evitar su uso por parte del enemigo. Otra tercera versión confirma que el hundimiento fue en Cerdeña, pero retrasándolo a octubre de 1810.